# أحمد صالح (ناقد سينمائي)
أحمد صالح (1936 - 5 سبتمبر 2012) هو كاتب سيناريو ومخرج وناقد سينمائي مصري.

## مسيرته
بدأ حياته كصحفي بارز ومؤثر في مجال الصحافة الفنية التي احترفها منذ كان طالباً بالسنة الثالثة بالكلية. حصل عام 1971 على دراسات عليا من المعهد العالي للسينما قسم السيناريو والإخراج، درس الدراما بالقسم الحر بالجامعة الأمريكية علي الرغم من حصوله علي ليسانس كلية الحقوق عام 1958، بدأ حياته العملية عام 1966 معداً للبرامج وكاتباً للدراما الإذاعية، ثم اتجه إلى السينما وكتب أول أعماله سيناريو فيلم «نحن لا نزرع الشوك» قصة يوسف السباعي، قدّم سيناريوهات مستوحاة من روايات وقصص لأدباء منهم موسى صبري في أفلام منها «الجبان والحب»، و«دموع صاحبة الجلالة».
توفي في 5 سبتمبر 2012 ورصيده الفني من الكتابة للسينما يزيد عن الخمسين عمل  كان أهمها:
فيلم «قبلات مسروقة» للمخرج خالد الحجر عام 2008
فيلم «مدام شلاطة» للمخرج يحيى العلمي عام 1986
فيلم «لا تسألني من أنا» للمخرج أشرف فهمي عام 1984
فيلم «الوهم» للمخرج نادر جلال عام 1979
فيلم «الحب قبل الخبز أحيانًا» للمخرج سعد عرفة عام 1977
فيلم «كفانى يا قلب» من إخراج حسن يوسف عام 1977

## وصلات خارجية
- أحمد صالح على موقع IMDb (الإنجليزية)
- أحمد صالح على موقع قاعدة بيانات الأفلام العربية
- أحمد صالح على الدهليز
- أحمد صالح على كاروهات